# Arlette Farge

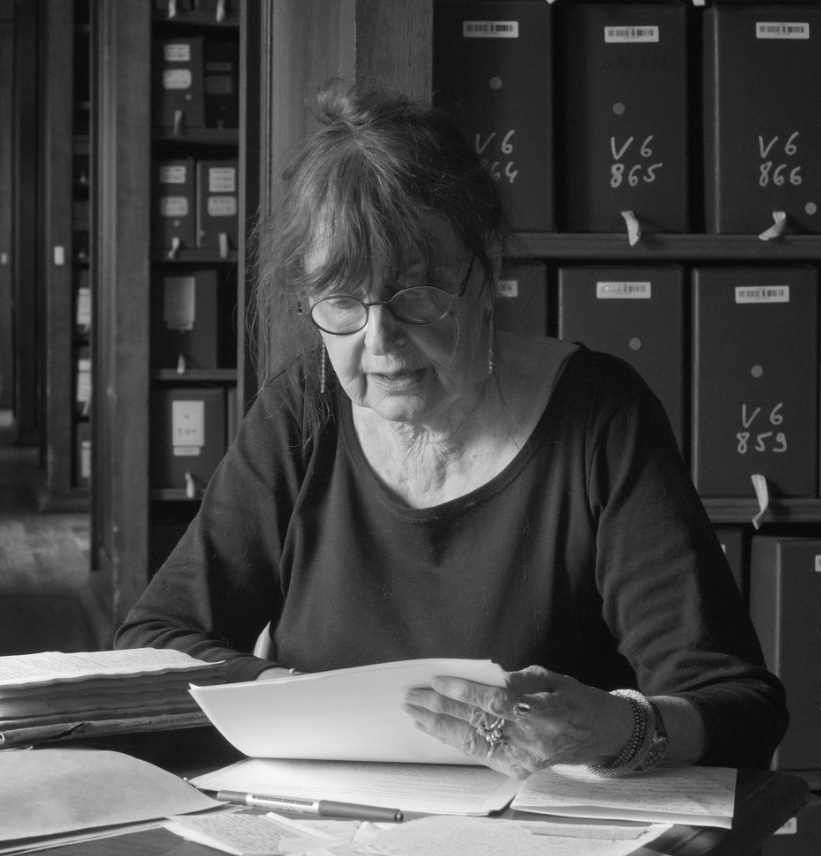

Arlette Farge, (Charleville, 14 de setembro de 1941), é uma historiadora, professora e pesquisadora francesa, com sua pesquisa junto à (EHESS). Ela é  especialista em História social e das mentalidades do século XVIII.

## Biografia
Originária de uma família modesta, Arlette cresceu como a mais nova de três filhos. A infância durante a Segunda Guerra Mundial determinou de forma perene sua visão do mundo e sua trajetória. Após concluir seus estudos no lycée Hélène Boucher em Paris, ela inicialmente planejou seguir a carreira jurídica como juíza de menores. No entanto, seu caminho tomou uma direção diferente quando ela decidiu obter um diploma avançado em história do direito e das instituições.

## Trajetória acadêmica
A jornada acadêmica de Farge, a levou aos Estados Unidos em 1969, onde testemunhou de perto as lutas dos estudantes afro-americanos durante o Movimento dos Direitos Civis e se envolveu com o feminismo americano. Essa experiência ampliou sua compreensão sobre as dinâmicas sociais e políticas, influenciando seus trabalhos futuros.
De volta à França, Arlette concentrou seus esforços na preparação de sua tese de doutorado sobre "O Roubo de Alimentos em Paris no século XVIII" sob a orientação de renomados historiadores como Robert Mandrou. Sua pesquisa pioneira na história das mentalidades e na vida cotidiana das classes mais pobres de Paris destacou-se como uma contribuição significativa para a compreensão da sociedade da época. 
Arlette Farge também desempenhou um papel fundamental no desenvolvimento da História das mulheres, investigando as identidades populares e as relações de gênero no século XVIII. Sua abordagem interdisciplinar e sua sensibilidade às questões de poder e dominação foram influenciadas pela obra de Michel Foucault com quem colaborou em diversos projetos .
Além de suas realizações acadêmicas, Arlette também se destacou como apresentadora de rádio, trazendo discussões históricas importantes para um público mais amplo. 

## Prêmios
1979: PrêmioGabriel Tarde pelo seu livro, Vivre à Paris dans la rue au xviiie siècle.

2016: Prêmio Dan David por todo o seu trabalho e inovação.

2020: Prêmio da Société Des Gens de Lettres de France (SDGL), pelo livro Vies oubliées. Au coeur du XVIII siècle.

## Contribuições
Arlette Farge destacou em seu trabalho as vozes e histórias frequentemente ignoradas, criticando inclusive as dicotomias convencionais encontradas na historiografia que trata sobre a opinião pública e a história das mulheres.  É fundamental enfatizar a sua crítica à ideia de "condição feminina", preferindo examinar situações específicas. Arlette Farge busca entender como as conexões com o homem se formam e como as relações entre o feminino e o masculino mudam constantemente. Além disso, sua colaboração com o "grupo de história das mulheres" resultou em importantes contribuições para o campo da história das mulheres e dos estudos de gênero.
Seu método inclui a investigação da vida, da subjetividade e dos pensamentos dos pobres e marginalizados; reconhecendo-os como sujeitos históricos com suas próprias visões e opiniões, eles são os sujeitos a serem investigados. Ela prioriza a investigação das formas de pensamento punitivo e racionalidade, bem como as circunstâncias que permitiram suas mudanças e dinâmicas no final do século XVIII. A historiadora acredita que os historiadores devem ouvir as pessoas pobres e marginalizadas, reconhecendo-as como sujeitos históricos e atores sociais em vez de apenas dados científicos. Em "Dire et mal dire", ele examina a opinião pública no século XVIII e critica a noção de Jürgen Habermas de que não havia fontes para estudar a opinião dos pobres e que uma esfera pública plebeia estava sendo reprimida. Farge elabora suas narrativas, ao escrever, ela se esforça para capturar o que ela percebe como a essência sonora da época, criando uma escrita "entrecortada" e "arrítmica", buscando imergir o leitor nesse ambiente histórico. Seu trabalho meticuloso visa evocar imagens que se assemelhem a "um quadro escrito", uma representação vívida da época.
No que diz respeito à sua relação com a filosofia, a historiadora colaborou com Michel Foucault na publicação "Le désordre des familles", que examina as cartas de cachet. Farge enfatiza a importância dos relatos anônimos e marginais em seus trabalhos e se opõe à visão tradicional das lettres de cachet  apenas como ferramentas de um poder absolutista arbitrário, destacando a racionalidade política e jurídica do período que associava a ordem pública à ordem familiar, além das classes populares como agentes ativos. O pensamento de vários pensadores como Michel Foucault, Jacques Rancière, Pierre Bourdieu, Michel de Certeau, Walter Benjamin e Friedrich Nietzsche tiveram impacto em sua obra.